# Ankor, eščё ankor!
Ankor, eščё ankor! (Анкор, ещё анкор!) è un film del 1992 diretto da Pëtr Todorovskij.

## Trama
Il film racconta la relazione tra il tenente e la bella moglie del colonnello, che ha due mogli.